# Devylderia acocksi
Devylderia acocksi är en insektsart som beskrevs av Brown, H.D. 1960. Devylderia acocksi ingår i släktet Devylderia och familjen Lentulidae. Inga underarter finns listade i Catalogue of Life.